# August von Cieszkowski

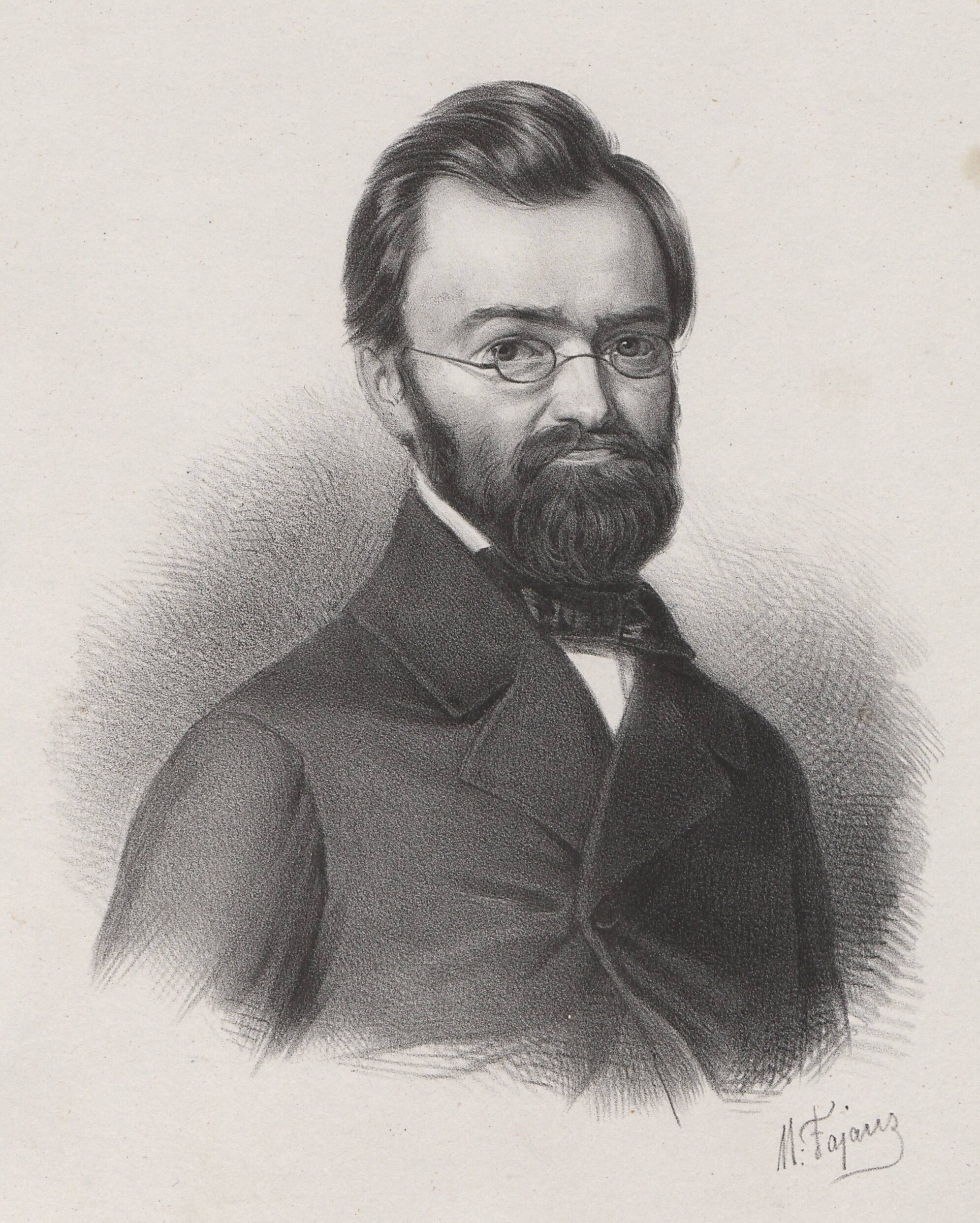
August Von Cieszkowski. Retrato por Maksymilian Fajans.

Conde August Von Cieszkowski (12 de septiembre de 1814, Nowa Sucha - 12 de marzo de 1894, Wierzenica) fue un filósofo polaco, economista y activista político y social. Su filosofía hegeliana tuvo una influencia importante en el pensamiento del joven Karl Marx y en la teoría de la acción.

## Biografía
Cieszkowski estudió en la Universidad Jagelona y en la Universidad Humboldt de Berlín, en la que se acercó al hegelianismo a través de la lectura de Karl Ludwig Michelet. Se doctoró en filosofía en la Universidad de Heidelberg en 1838. Luego viajó por diferentes lugares de Europa, visitando Francia, Inglaterra e Italia, para volver finalmente a Polonia en 1840, y se instaló definitivamente en Wierzenica, cerca de Poznan, en 1843. Cieszkowski fue uno de los fundadores la Liga Polaca (Liga Polska) en 1848. Fue también miembro de la Asamblea Nacional del Reino de Prusia (1848–1855). Fracasó en su intento de fundar una universidad en Poznan, pero fundó y dirigió la Sociedad Poznania de Amigos de las Artes y las Ciencias, la más importante sociedad artística y cultural de Polonia durante veinte años.

## Filosofía
La obra más influyente de Cieszkowski son sus Prolegómenos a la historiosofía (1838), en los que se reinterpreta la filosofía hegeliana de la historia de un modo original e inédito. A partir de Hegel y de milenaristas medievales como Joachim de Fiore, Cieszkowski ofrece una división triple de la historia humana en una primera época artístico-realista, una segunda época filosófico-idealista y una tercera época centrada en la acción.

## Obra
- Prolegomena zur Historiosophie (Prolegómenos para una historiosofía) (1838)
- Gott und Palingenesie (Dios y Palingénesis) (1842)
- Ojcze Nasz (Nuestro Padre) (1848)

Traducción:
- Prolegómenos a la Historiosofía. Salamanca: Ediciones Universidad de Salamanca, 2002. 177p. ISBN 978-84-7800-812-4

- Datos: Q176163
- Multimedia: August Cieszkowski / Q176163